# Distichlis
Distichlis là một chi thực vật có hoa trong họ Hòa thảo (Poaceae).

## Loài
Chi Distichlis gồm các loài: